# Auge um Auge (1975)
Auge um Auge (Originaltitel: La città sconvolta: caccia spietata ai rapitori) ist ein Kriminalfilm aus italienischer Produktion, in dem Fernando Di Leo eine der Hauptrollen mit James Mason besetzte. Im deutschsprachigen Raum wurde der Film 1983 auf Video erstveröffentlicht. Titel einer gekürzten Video-Veröffentlichung ist Running Guns.

## Handlung
Bei einer Entführung haben es maskierte Banditen auf den Sohn des wohlhabenden Bauingenieurs Filippini abgesehen und nehmen dessen Freund ebenfalls gefangen. Fabrizio Colella ist der einzige Sohn eines verwitweten Motorradmechanikers ohne finanzielle Möglichkeiten. Über die Sekretärin des Ingenieurs werden 10 Milliarden Lire Lösegeld gefordert. Durch die Taktik Filippinis, die Verhandlungen in die Länge zu ziehen – gegen den Willen seiner Frau und Colellas – werden die Entführer ungeduldig und töten Fabrizio.
Colella greift, da sich die Polizei als handlungsunfähig erweist, zur Selbsthilfe. Er sucht und findet die Banditen, indem er ihnen bei der Geldübergabe das Lösegeld abnimmt und somit einen nach dem anderen ausschalten kann. Schließlich kann er auch den Chef der Organisation erschießen.

## Kritik
Das Lexikon des internationalen Films urteilte streng: “Billiger Actionfilm, der die scheinbare Ohnmacht des Staats ausstellt, um Selbstjustiz zu legitimieren.” Im Buch über das italienische Polizeifilmgenre schreibt Michael Cholewa: “Laßt uns bitte nicht nach der Logik dieser Geschichte fragen, denn dann fällt der Plot in sich zusammen”…, lobt aber das Werk als “sehr aufregend, unterhaltsam und laut”.
Ebenfalls negativ fielen italienische Kritiken aus: „Grimmiger und moralisch verwerflicher Polizeifilm des Wiederholungstäters Di Leo, der wieder die Rache des Einzelnen befürwortet und natürlich die Unfähigkeit der Polizei beklagt“, so Massimo Bertarelli in einem späteren Blick auf den Film; „alle schlimmen Fehler schlechter Filme sind in diesem mit allen Trivialitäten gespickten Film schnell gefunden“, so C.G. Fava in einem zeitgenössischen Urteil.

## Bemerkungen
Die Aufnahmen fanden in und um Rom und Mailand statt.